# LSWR 460 class
LSWR 460 class — тип пассажирского паровоза с осевой формулой 2-2-0, сконструированного Уильямом Адамсом для экспресс-поездов Лондонской и Юго-Западной железной дороги. На заводах Neilson and Company и Robert Stephenson and Company в 1884 году было построено 20 паровозов, а один — в 1887 году. Модель в целом подобна LSWR 445 class, но имеет колёса меньшего диаметра.
Первоначальный заказ составлял 10 паровозов на каждом из заводов, но в 1887 году Robert Stephenson and Company построили ещё один для выставки в Ньюкасле к золотому юбилею царствования королевы Виктории, и после выставки паровоз продали LSWR. На дороге паровозы получили номера 147, 460—478 и 526.
| Год  | Завод                             | Количество | Номера LSWR  | Примечания  |
| ---- | --------------------------------- | ---------- | ------------ | ----------- |
| 1884 | Neilson & Co. 3190-3199           | 10         | 460-469      |             |
| 1884 | Robert Stephenson & Co. 2561-2570 | 10         | 147, 470—478 |             |
| 1887 | Robert Stephenson & Co. 2650      | 1          | 526          | выставочный |

В 1908—1924 годах все паровозы, кроме № 526, перешли в дубликаты с прибавлением нуля перед номером.
При укрупнении железных дорог Великобритании в 1923 году все паровозы перешли к Southern Railway, но на следующий год паровозы этого типа начали списывать. Последние два, № 467 и 470, списаны в 1929 году. Ни один паровоз не сохранился.
| Год  | На начало года | Списано | Номера                                         |
| ---- | -------------- | ------- | ---------------------------------------------- |
| 1924 | 21             | 1       | E0465                                          |
| 1926 | 20             | 5       | E0461, E462A, E0463, E475A, E0476              |
| 1927 | 15             | 5       | E0147, E464A, E0469, E0472, E0477              |
| 1928 | 10             | 7       | E0466, E0468, E0471, E473A, E0474, E0478, E526 |
| 1929 | 3              | 3       | E0460, E0467, E0470                            |